# Boeotarcha albitermina
Boeotarcha albitermina är en fjärilsart som beskrevs av George Francis Hampson 1913. Boeotarcha albitermina ingår i släktet Boeotarcha och familjen Crambidae. Inga underarter finns listade i Catalogue of Life.